# 藤井佑実子
藤井 佑実子（ふじい ゆみこ、1月18日 - ）は、日本の女性声優、ナレーター。
岡山県出身。甲南女子大学卒業。以前はヴィーヴ、ビーボ（2022年3月まで）に所属していた。

## 人物・エピソード
- 趣味：ドラマ観賞、映画観賞、演劇鑑賞、音楽鑑賞
- 特技：弓道（2段を持つ）
- 呼称：「藤井さん」が多い。毎朝出演している『めざにゅ〜』では「藤井さん」、「藤井姉さん」と呼ばれ、本人自身は「藤井」（日記）と呼ぶ。

エピソード
- 自身の公開日記「あややのめざにゅ〜日記」は、不定期だが、月 3回ほどのペースで更新されている。1か月忘れていたこともある。
- 2005年9月11日の衆議院議員選挙で初めて投票に行った。それまで特に意識してはしていなかったようが、仕事柄と話題性から行かずにいられないと感じたらしい。
- 『めざにゅ〜』の放送開始時から2011年9月30日まで当時メインキャスターの杉崎美香とともに番組スタート当初から8年間担当していた。最近では、杉崎から「姉さん」と呼ばれたり「番組の重鎮」と称されたりすることが多い。
- 以前、所属していたヴィーヴでは、声のイメージを尊重するため年齢は非公開（そのため、生年月日も非公開）にしていた。ただし、番組等の出演時には隠している素顔は公開されていた。なお、誕生日については『めざにゅ〜』では出演者の誕生日を祝うため、公開されているものの非掲載という扱いである。

## 出演

### テレビ番組
- 『めざにゅ〜』（フジテレビ、月 - 金、生ナレーションの他ニュース、スポーツ、エンタメ等担当、2003年10月1日 - 2011年9月30日）ナビゲーション・ナレーター
  - 2005年 - 2006年3月にかけて、番組内のコーナー「お手軽!プチプチめにゅ〜」でマダム.ローズマリーとして登場、声優としても出演した。なお、マダム.ローズマリーの台詞は、なぜか杉崎を皮肉ったりからかったり、お天気キャスターを贔屓したりと、杉崎に対して冷徹かつ毒舌であることが多かった。
  - 火曜コーナー「LOVE LOVE プチめにゅ〜！」（2007年3月20日放送分）に料理の判定人として出演。なお、出演の際には帽子を被り顔は隠していた。なお、同コーナーの前身「お手軽!プチプチめにゅ〜」をはじめ番組には声以外でも2、3度ほど出演したことがある。

### 吹き替え
- ヴェロニカズクローゼット
- 迷宮事件ファイル
- ディスカバリーサンデー・ジャンプロンドン

### ナレーション
- 東京都「人権週間」TV-CM・ラジオCM
- あいおい損保「自賠責保険」CM
- 多摩シネマフォーラム劇場用CM
- 住友林業「イノスの家」CM
- 夏目友人帳 陸 放送記念スペシャル（テレビ東京）
- NEWS ZERO（2010年4月 - 2018年9月）
- あさチャン!（2018年4月 - 2019年3月、TBS）
- BS世界のドキュメンタリー（NHK BS1）
  - 「中国デジタル統治の中で〜潜入・新疆ウイグル自治区〜」（2020年12月2日）
  - 「イラクの失われた世代 ISの子どもたちは今」（2021年10月7日）
  - 「アレルギー警報! 免疫システムの誤作動を防げ」（2022年4月26日）
  - 「大量収監 急増する女性受刑者〜アメリカ・オクラホマ州〜」（2023年3月8日）
  - 「サン・クイーン 太陽エネルギーに捧げた人生」（2023年11月27日）